# Reposacaps (moble)
|  | Per a altres significats, vegeu «Reposacaps». |

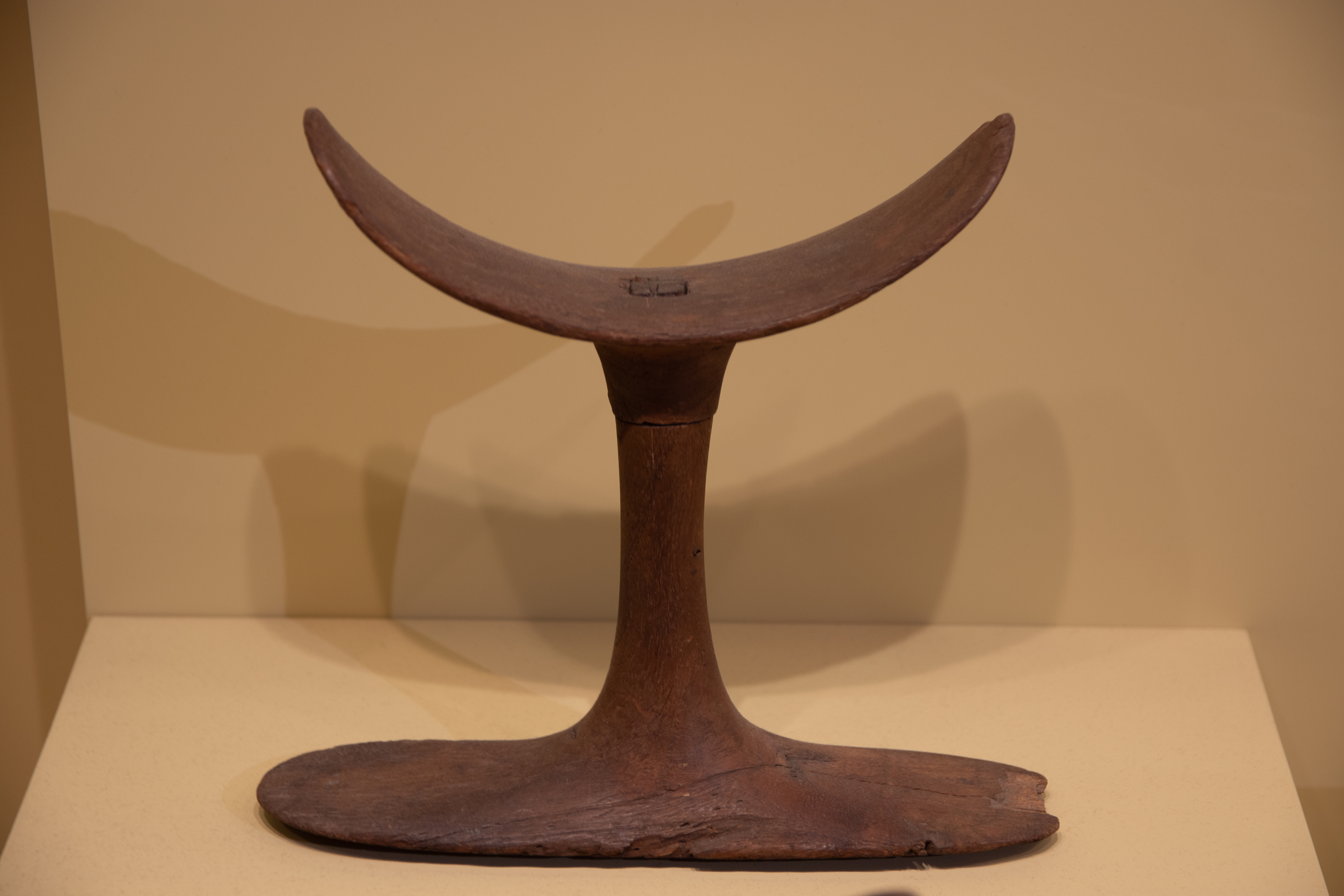
Reposacap egipci.

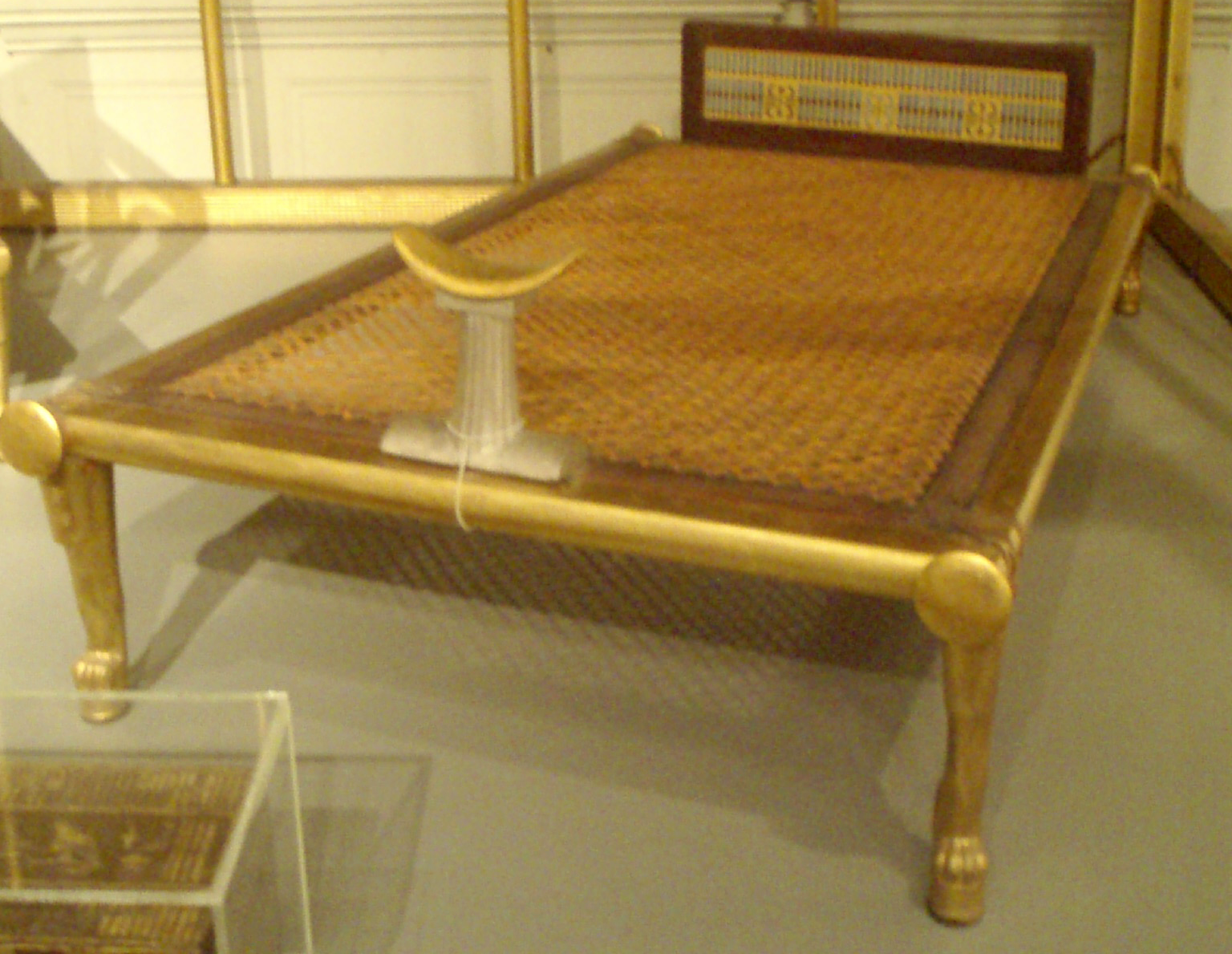
Llit i reposacap de Heteferes I.

Un reposacap, en l'antiguitat, és un utensili en el qual es recolza el cap quan hom és al llit en el llit.
En determinades parts de l'Orient Pròxim, com en l'Antic Egipte, la població local utilitzava reposacaps de fusta en lloc de coixins per dormir a causa de la calidesa del clima.
Porfiri, suposava no obstant això, que aquest tipus de reposacaps es limitava gairebé als sacerdots. Les classes més altes utilitzaven l'alabastre i els decoraven amb jeroglífics. En altres casos, utilitzaven preferentment fusta de tamarix o sicòmor i els més bon mercat de pedra, ceràmica o de vímet de fulles de palmera. Tant en l'aixovar funerari de Tutanjamón com en el de la reina Hetepheres I, mare de Jufu (Kheops), s'han trobat llits amb reposacaps com els de les il·lustracions.